# Krajobraz sakralny
Krajobraz sakralny – rodzaj krajobrazu kulturowego, krajobrazu przekształconego przez człowieka w wyniku jego zachowań religijnych, obejmuje wszelkie obiekty i miejsca kultu religijnego, ogólnie całą strefę sacrum przejawiającą się w wytworach materialnych.